# Pont-xetmar
Pont-xetmar es una entidad de población española del municipio de Cornellá del Terri, perteneciente a la provincia de Gerona, en la comunidad autónoma de Cataluña. En 2022, la entidad singular de población tenía empadronados diecinueve habitantes y el núcleo de población, los mismos.